# Ursus minimus
Ursus minimus (gấu Auvergne) là một loài gấu đã tuyệt chủng. Đây là loài đặc hữu của châu Âu trong kỷ Pliocen và Pleistocen, tồn tại từ 5,3-1,8 Mya, tương đương 3.5 triệu năm.
U. minimus dường như đã tiến hóa thành Ursus etruscus. Phạm vi phân bố của U. minimus là lục địa châu Âu cũng như xa hơn về phía đông tại khu vực Biển Đen ở Nga và xa hơn về phía nam tại bán đảo Ý.
Bộ xương của U. minimus có cấu tạo rất giống với bộ xương của gấu đen châu Á nhưng với kích thước nhỏ hơn. Ngoại trừ niên đại của xương, rất khó để phân biệt xương của U. minimus với xương của gấu đen châu Á hiện đại.

## Các mẫu hóa thạch được tìm thấy
Các địa điểm và niên đại của mẫu vật:
- Kossiakino 1 tại Stavropol'skaya, Liên bang Nga ~ 5.3—3.4 Mya.
- Khu đất sỏi Kuchurgan, Ukraine ~ 4,9—4,2 Mya.
- Osztramos locality 7, Caves of Aggtelek Karst và Slovak Karst, Borsod-Abaúj-Zemplén County, Hungary ~ 3,4—1,8 Mya.
- Seneze (Domeyrat), Pháp ~ 3,4—1,8 Mya.
- Meleto, Tuscany, Ý ~ 3,2—2,5 Mya.[3]